# Stad (film)
Stad är en svensk kortfilm från 1958 i regi av Jan Troell. Den utspelar sig i Malmö och handlar om hur en tam sköldpadda kommer ifrån sin ägare och vandrar genom staden. En avgörande inspirationskälla för Troell var Arne Sucksdorffs film Människor i stad från 1947. Stad spelades in i Malmö 1958, under Troells tid som lärare, och de medverkande är hans elever och kolleger. Troell använde filmen i undervisningen som en sorts hembygdsundervisning. Lasse Holmqvist på Malmö-TV hörde talas om filmen, gillade den och ordnade så den fick visning i Sveriges Television. Den hade TV-premiär 31 maj 1960, följt av en till visning två dagar senare.